# 愛知県弥富市中学校内刺殺事件
愛知県弥富市中学校内刺殺事件（あいちけんやとみしちゅうがっこうないしさつじけん）は、2021年（令和3年）11月24日に愛知県弥富市鳥ケ地にある市立十四山中学校で発生した殺人事件、および少年犯罪。

## 被害者
被害者のAは中学では野球部に所属しており、クラスの中心的人物だったという。学級委員長なども兼任しており、「皆から好かれる性格だった」と同中学校に通う同級生は話すが、その一方で「上から目線な一面があり、命令口調で頼み事をするなどトラブルの原因になりかねない言動があった」と証言する同級生もいた。

## 事件の推移
中学校2年生の時に加害者は学校にいじめアンケートを通じ、加害者と加害者の友達との会話途中に被害者Aが割り込んで話に入ってきたり、応援演説を被害者Aから頼まれてた事に嫌気を感じていると報告。学校側は被害者Aに「相手の気持ちをもう少し考えよう」と指導し、加害者には「大丈夫か？」と声をかけ、「大丈夫」と返事をしていた。事件の10日前の11月14日に修学旅行で、携帯電話の持ち込みが被害者A以外の生徒に見つかり、先生に報告され、没収された。この事に対し加害者は疎外感を感じ、以前から嫌っていた被害者Aの殺害に至った。被害者Aに殺意を感じ始めた加害者はネットショッピングにて刃渡り20cmの包丁を購入し、事件当日の11月24日に学校に登校する際、通学バックに包丁を入れ、朝のホームルームが終わった時点で被害者Aを廊下に呼び出し腹部辺りを包丁で刺した。その後被害者Aは腹部の痛みに耐え、「助けてください」と叫びながら教室に戻ってきた。加害者はその後直ぐに現場に駆けつけた警察官に銃砲刀剣類所持等取締法違反の現行犯で逮捕された。その数時間後、搬送された同市内の病院で被害者Aの出血性ショックによる死亡が確認された。また加害者は事件当時未成年だった為、少年法の適用により実名公開はされなかった。

## 審判手続
名古屋家庭裁判所は加害少年に対して2021年12月27日までの観護措置を決定した。監護期間中に加害者の家庭環境、交友関係、加害者と被害者のトラブルの背景について調査し、保護処分または刑事処分（検察官送致）の判断をする。その後翌2022年の1月10日まで観護措置は一旦延長されたものの12月27日に観護措置を取消し、翌2022年3月10日までの期間を鑑定留置にした。
2022年3月23日、名古屋家裁（後藤隆裁判長）は男子生徒を同日に開かれた少年審判で第一種少年院（旧・初等少年院）に送ることを決定。
決定の理由について後藤隆裁判長は「成績や進路選択に不安などを募らせ、家庭内でも家族に不快感を抱いてうっぷんを募らせていた。嫌がらせをしてくると感じ、嫌っていた被害者が、楽しそうな様子でいるのを見て怒りがわき、被害者を殺せば警察に捕まり、つらい現状から切り離されると考えて殺害を決意した。理不尽かつ身勝手な動機で強い非難を免れない」と指摘した。
そのうえで「動機の形成過程には『自閉スペクトラム症』による障害が影響していると考えられるが、それに対して適切な養育を受けてきていないことが認められ、必ずしも深い非行性に基づくものとはいえない」として、5年程度の長期の収容期間を要すると結論付けた。

## 風評被害
事件がメディアで報じられると、学校側がいじめアンケートを紛失していたことや、加害者の供述だけが一人歩きし、被害者Aがまるでいじめをしていたかのように報道されたことにより、学校関係者や被害者A、遺族に対する誹謗中傷が問題となった。報道内容と反した憶測がSNSを通じて共有され、加害者の特定なども始まった。

## 学校・教育委員会の責任
事件発生当時の中学校、又は教育委員会はマスコミの取材に対して「いじめは認識出来ていなかった」と公表していたが、その後の調査で加害者が被害者Aに対するいじめをアンケートを通じて学校に報告していた事が判明した。
また2009年8月には同中学校で別の男子生徒が同級生4人から筆箱を取り上げられたり、暴力を振るわれる等のいじめが原因で、右腕に大怪我を負う事件が発生していた。男子生徒側はいじめについて事前に担任教諭に相談していたが無視され、負傷した右腕には後遺症が残った。この事件に関しては2012年7月に名古屋地裁で提訴されたが、2013年12月に同級生側と弥富市側が男子生徒の受けた精神的苦痛に対して、解決金を支払うことにより和解成立となった。